# Govern d'Escòcia

El Govern d'Escòcia (gaèlic escocès: Riaghaltas na h-Alba, scots: Scots Govrenment) és el poder executiu d'Escòcia.